# Abd al Malik
Abd al Malik (Parijs, 14 maart 1975) is een Franse schrijver, dichter en rapper van Congolese afkomst. Zijn teksten kenmerken zich door een ruime vocabulaire en een visie op de Franse maatschappij waarin met name tolerantie, geweldloosheid, diplomatie en het zelfbewustzijn benadrukt worden.
In 2008 werd hij geridderd tot de Franse Orde van Kunst en Letteren, wegens zijn verdiensten op het gebied van kunst en letterkunde in de populaire media.

## Levensloop
Al Malik werd geboren in Parijs onder de naam Régis Fayette-Mikano. Zijn vader was een hoge Congolese functionaris en had een gezin van zes broers en zussen. Tussen 1977 en 1981 bracht Malik zijn leven door in Brazzaville, de hoofdstad van de Republiek Congo. Eenmaal terug in Frankrijk vestigde het gezin zich in Straatsburg, waar hij kwam te wonen in de achterstandswijk Neuhof.
Na de echtscheiding van zijn ouders, vertrok zijn vader en bleven de kinderen achter met de moeder. In een omgeving met criminaliteit, relatieve armoede en diverse maatschappelijke problemen ontplooide Régis zich tot drugsdealer en zakkenroller. In 1988 begon hij samen met zijn oudere broer Bilal en zijn neef Aissa de rapformatie NAP, dat voluit staat voor New African Poets. Tegelijkertijd koos hij de artiestennaam Abd al Malik (malik is Arabisch voor het Latijnse regis), omdat hij zich tot de islam had bekeerd. Zijn nieuwe naam stond symbool voor zijn nieuwe identiteit.
Met de jaren verwierven de New African Poets een bescheiden populariteit in het Franse rapcircuit. Als moslim belandde Malik ondertussen in een antiwesters netwerk, waardoor hij uitgroeide tot een moslimextremist. Achteraf weet hij dit aan verkeerde invloeden, die jongeren zouden manipuleren, waardoor ze vervreemd van de maatschappij vervreemd raakten en een extremistisch gedachtegoed kweekten. Naar eigen zeggen doorbrak hij dit door in te zien dat de ware vreedzame islam niet voor deze principes staat. Sindsdien benadrukt Malik dit in een aantal van zijn teksten, waaronder in zijn boek Qu'Allah bénisse la France.
In de populaire media vertegenwoordigt Malik de islam als vreedzaam geloof. Zijn teksten zijn vaak maatschappijkritisch met een positieve inslag, waarin hij oproept tot tolerantie, diplomatie en het zelfbewustzijn. Door meerdere muziekstijlen als rap, jazz en slam te combineren weet hij aansprekende en inspirerende muziek te maken voor jeugd en volwassenen. In deze muziek refereert hij ook naar literatuur of andere artiesten, onder wie Jacques Brel. In 2007 nam hij deel aan een project in de strijd tegen het analfabetisme. In 2008 werd hij geridderd tot de Franse Orde van Kunst en Letteren, wegens zijn verdiensten op het gebied van kunst en letterkunde in de populaire media.

## Privé
Abd al Malik is sinds 1999 getrouwd met de Frans-Marokkaanse zangeres Nawell Azzouz, beter bekend onder de artiestennaam Wallen, met wie hij sinds 2001 een zoon heeft.

## Discografie
| Album met eventuele hitnotering(en) in de Nederlandse Album Top 100 | Datum van verschijnen | Datum van binnenkomst | Hoogste positie | Aantal weken | Opmerkingen                        |
| ------------------------------------------------------------------- | --------------------- | --------------------- | --------------- | ------------ | ---------------------------------- |
| Le Face à face des cœurs                                            | 02-03-2004            | -                     |                 |              | nr. 155 in de Franse albumhitlijst |
| Gibraltar                                                           | 19-06-2006            | -                     |                 |              | nr. 13 in de Franse albumhitlijst  |
| Dante                                                               | 04-11-2008            | -                     |                 |              | nr. 11 in de Franse albumhitlijst  |